# Sant Mamet d'Anes
Sant Mamet d'Anes és una antiga parròquia, actualment una ermita, del municipi de Bellver de Cerdanya (Cerdanya). Es troba aïllada als peus del serrat de Sobirós, prop de la casa d'Anes, també de Bellver de Cerdanya. Antiga església parroquial del desaparegut poble d'Anes, citat en l'Acta de Consagració de la Catedral d'Urgell (839). En els darrers temps s'ha anat coneixent com a Santuari de la Verge d'Anes, tot i que originàriament estava sota l'advocació de Sant Mamet. El 1987 va ser restaurada per la Diputació de Lleida. Es reconstruí la coberta i el campanar. És una obra inclosa en l'Inventari del Patrimoni Arquitectònic de Catalunya.
És una construcció d'una sola nau molt allargada, lleugerament trapezoïdal, coberta amb volta de canó, que s'enllaça l'absis semicircular sense arc presbiteral. Els peus de la nau s'assenten sobre la roca que puja un parell de metres el nivell del sòl. A l'absis hi ha dues finestres de doble esqueixada i a migdia dues del mateix tipus. La portalada d'entrada és d'arc de mig punt amb grans dovelles i és situada al mur de migdia on també hi ha una espitllera prop de la capçalera. El parament és de filades de carreus de mida mitjana. Al mur de ponent s'hi aixeca el campanar d'espadanya de dues obertures que ocupa tot el frontispici, probablement reconstruït al segle xiii.